# Cleome
Cleome  es un género de plantas con flores perteneciente a la familia Cleomaceae. Algunas especies de este género reciben el nombre de volantines.

## Etimología
Cleome es un antiguo vocablo para designar unas plantas parecidas a la mostaza, refiriéndose probablemente a sus 4 pétalos.
El género incluye unas 200 especies aceptadas, de la 600 descritas, de arbustos y plantas herbáceas. Tiene una distribución cosmopolita en regiones tropicales y templadas, pero esencialmente extendida en  América y África tropicales y subtropicales, con unas cuantas especies en zonas áridas cálidas o templadas, incluida Europa occidental.

## Descripción
Hojas  estipúladas, palmati-compuestas con 3 hasta 7 lóbulos, caducas o perennes. Flores más o menos zigomorfas por desplazamiento de pétalos, pero pueden ocasionalmente parecer actinimorfas; tienen 4 sépalos libres y 4 pétalos no soldados, de color amarillo o rosa a purpúreo. Hay 6 estambre y un ovario situado al final de un pedicelo y con una glándula basal. Los frutos son cápsulas, bivalvas, septicidas, más largas que anchas, lineales a oblongas, generalmente péndulas, a veces con constricciones entre las semillas, que son numerosas, tuberculadas y/o faveoladas y algo espiraladas.

## Especies seleccionadas
Lista completa de las especies y taxones infraespecíficos descritos y de los aceptados: 
| - Cleome aculeata L., tropical - Cleome anomala Kunth; neo-tropical - Cleome arborea Kunth - Cleome augustinensis (Hochr.) Briq. - Cleome chilensis DC. - Cleome cleomoides (F.Muell.) H.H.Iltis - Cleome cordobensis Eichler ex Griseb. - Cleome diffusa Banks ex DC. - Cleome eosina J.F.Macbr. - Cleome flexuosa F.Dietr. - Cleome gigantea L. - Cleome glabra Taub. ex Glaz. - Cleome guianensis Aubl. - Cleome gynandra L. - Cleome hassleriana Chodat - Cleome herrerae J.F.Macbr. - Cleome hirta (Klotzsch) Oliv. - Cleome iberica DC. - Cleome isomeris Greene - Cleome lanceolata (Mart. & Zucc.) H.H.Iltis - Cleome lechleri Eichler - Cleome lutea Hook. - Cleome micrantha Desv. ex Ham. - Cleome monophylla L. | - Cleome multicaulis DC. - Cleome ornithopodioides L. - Cleome paludosa Willd. ex Eichler - Cleome parviflora Kunth - Cleome pilosa - Cleome platycarpa Torr. - Cleome psoraleifolia DC. - Cleome rubella Burch. - Cleome rutidosperma DC. - Cleome serrata Jacq. - Cleome serrulata Pursh - Cleome sparsifolia S.Wats. - Cleome speciosa Raf. - Cleome spinosa Jacq. - Cleome stenophylla Klotzsch ex Urban - Cleome stylosa Eichler - Cleome titubans Speg. - Cleome trachycarpa Klotzsch ex Eichler - Cleome tucumanensis H.H.Iltis - Cleome violacea L. - Cleome viridiflora Schreb. - Cleome viscosa L. - Cleome werdermannii A. Ernst |

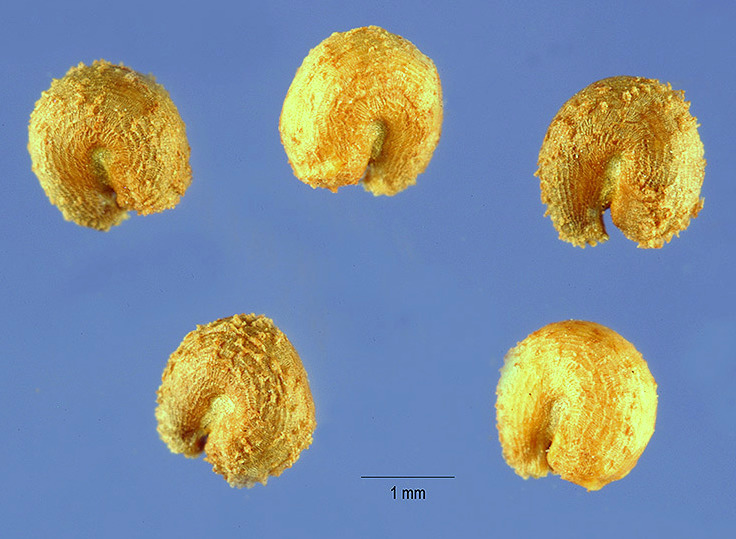
Ejemplo de simientes del género (Cleome hassleriana).